# SERINC3
SERINC3 (англ. Serine incorporator 3) – білок, який кодується однойменним геном, розташованим у людей на короткому плечі 20-ї хромосоми. Довжина поліпептидного ланцюга білка становить 473 амінокислот, а молекулярна маса — 52 580.
| 10         |  | 20         |  | 30         |  | 40         |  | 50         |
| ---------- |  | ---------- |  | ---------- |  | ---------- |  | ---------- |
| MGAVLGVFSL |  | ASWVPCLCSG |  | ASCLLCSCCP |  | NSKNSTVTRL |  | IYAFILLLST |
| VVSYIMQRKE |  | METYLKKIPG |  | FCEGGFKIHE |  | ADINADKDCD |  | VLVGYKAVYR |
| ISFAMAIFFF |  | VFSLLMFKVK |  | TSKDLRAAVH |  | NGFWFFKIAA |  | LIGIMVGSFY |
| IPGGYFSSVW |  | FVVGMIGAAL |  | FILIQLVLLV |  | DFAHSWNESW |  | VNRMEEGNPR |
| LWYAALLSFT |  | SAFYILSIIC |  | VGLLYTYYTK |  | PDGCTENKFF |  | ISINLILCVV |
| ASIISIHPKI |  | QEHQPRSGLL |  | QSSLITLYTM |  | YLTWSAMSNE |  | PDRSCNPNLM |
| SFITRITAPT |  | LAPGNSTAVV |  | PTPTPPSKSG |  | SLLDSDNFIG |  | LFVFVLCLLY |
| SSIRTSTNSQ |  | VDKLTLSGSD |  | SVILGDTTTS |  | GASDEEDGQP |  | RRAVDNEKEG |
| VQYSYSLFHL |  | MLCLASLYIM |  | MTLTSWYSPD |  | AKFQSMTSKW |  | PAVWVKISSS |
| WVCLLLYVWT |  | LVAPLVLTSR |  | DFS        |  |            |  |            |

A: Аланін

C: Цистеїн

D: Аспарагінова кислота

E: Глутамінова кислота

F: Фенілаланін

G: Гліцин

H: Гістидин

I: Ізолейцин

K: Лізин

L: Лейцин

M: Метіонін

N: Аспарагін

P: Пролін

Q: Глутамін

R: Аргінін

S: Серин

T: Треонін

V: Валін

W: Триптофан

Кодований геном білок за функцією належить до фосфопротеїнів. 
Задіяний у таких біологічних процесах, як імунітет, вроджений імунітет, противірусний захист, альтернативний сплайсинг. 
Локалізований у клітинній мембрані, цитоплазмі, мембрані, апараті гольджі.